# Байков, Леонид Петрович
Байков Леонид Петрович (28 июля 1919, Вышний Волочёк, Тверская губерния, РСФСР — 17 июня 1994, Санкт-Петербург, Российская Федерация) — русский советский живописец, член Санкт-Петербургского Союза художников (до 1992 года — Ленинградской организации Союза художников РСФСР).

## Биография
Байков Леонид Петрович родился 28 июля 1919 года в городе Вышний Волочёк Тверской губернии (в некоторых источниках указывается год рождения 1918). Отец Байков Пётр Иванович работал столяром, мать Байкова Елизавета Александровна (в девичестве Королёва) была швеёй и занималась домашним хозяйством. В 1927 семья переехала на жительство в Ленинград. В 1933 начал занятия в изостудии при средней школе 215 Василеостровского района. В 1934 принял участие в городском конкурсе юных дарований, после которого был принят в ленинградскую Среднюю художественную школу при Всероссийской Академии художеств, занимался у Владимира Горба и Александра Деблера.
В 1939 Байков окончил СХШ и поступил на отделение живописи ЛИЖСА. В том же году был призван в Красную Армию. В 1939—1940 годах обучался в окружной Пушкинской ШМАС (Школа младших авиаспециалистов) под Ленинградом. С мая 1940 по март 1942 года служил авиамехаником в 145 истребительно-авиационном полку, затем в 19 Гвардейском истребительно-авиационном полку (бывшем 145 ИАП) 7-й Воздушной Армии. Воевал на Карельском фронте. Награждён медалями «За боевые заслуги», «За оборону Советского Заполярья», «За победу над Германией», «Орденом Отечественной войны 2-й степени».
В 1946 вернулся к учёбе в Ленинградском институте живописи, скульптуры и архитектуры имени И. Е. Репина, который окончил в 1952 году по мастерской профессора Михаила Авилова с присвоением квалификации художника живописи. Дипломная работа — картина «Ветеринарный врач в колхозе».
После окончания института в 1953—1955 годах работал в творческой мастерской Академии художеств СССР под руководством А. М. Герасимова. Участвовал в выставках с 1939 года, экспонируя свои работы вместе с произведениями ведущих мастеров изобразительного искусства Ленинграда. Член Ленинградского Союза художников с 1953 года. Писал жанровые картины, пейзажи, портреты. Автор картин «Карельский пейзаж» (1952), «Кижи», «На Онежском озере», «Октябрь в Заонежье» (все 1953), «Буксир у бункера», «В Подпорожье» (1954), «На Севере», «Озеро цветёт» (обе 1956), «На Неве» (1957), «Апрель», «Северный ветер» (обе 1958), «Весна в колхозе» (1959), «Возвращение стада» (1960), «Полдень» (1961), «Самолёт прилетел» (1963), «Колхозная весна» (1964), «Гнёзда» (1973), «Праздник на корабле» (1975), «Новый район Ленинграда» (1977), «В полдень. На Родине А. Г. Венецианова» (1980) и других.
Байков Леонид Петрович скончался 17 июня 1994 года в Санкт-Петербурге на семьдесят пятом году жизни. Его произведения находятся в музеях и частных собраниях в России, Франции, Японии, Великобритании и других странах.

## Выставки
- 1954 год (Ленинград): Весенняя выставка произведений ленинградских художников.
- 1955 год (Ленинград): "Весенняя выставка произведений ленинградских художников".
- 1956 год (Ленинград): Осенняя выставка произведений ленинградских художников.
- 1957 год (Ленинград): 1917 - 1957. Выставка произведений ленинградских художников.
- 1958 год (Ленинград): Осенняя выставка произведений ленинградских художников.
- 1960 год (Ленинград): Выставка произведений ленинградских художников.
- 1961 год (Ленинград): «Выставка произведений ленинградских художников» открылась в залах Государственного Русского музея .
- 1964 год (Ленинград): Ленинград. Зональная выставка.
- 1974 год (Ленинград): Весенняя выставка произведений ленинградских художников.
- 1975 год (Ленинград): Наш современник. Зональная выставка произведений ленинградских художников.
- 1977 год (Ленинград): Выставка произведений ленинградских художников, посвящённая 60-летию Великого Октября.
- 1980 год (Ленинград): Зональная выставка произведений ленинградских художников.